# ميشيل أرواخو
ميشيل أرواخو (بالإسبانية: Michel Araújo)‏ هو لاعب كرة قدم أوروغواياني في مركز مهاجم ‏، ولد في 28 سبتمبر 1996 في كولونيا ديل ساكرامنتو في الأوروغواي. لعب مع نادي راسينغ مونتيفيديو ونادي الوصل.